# Tawi-Tawi

Tawi-Tawis läge i Filippinerna

Tawi-Tawi är en provins och mindre ögrupp i Filippinerna, belägen i regionen Muslimska Mindanao. Den ingår i den större ögruppen Suluöarna har 371 300 invånare (2006) på en yta av 1 087 km². Vilken som de-facto räknas som provinsens administrativa huvudort är något oklart, oftast brukar Bongao nämnas men även Panglima Sugala.
Provinsen är indelad i 11 kommuner.